# Nicolas Krassik
Nicolas Krassik est un violoniste français né en 1969. 

## Carrière
Il obtient le premier prix de violon du Conservatoire national de la région d'Aubervilliers la Courneuve en 1989. De 1992 à 2000, il a joué avec de nombreux musiciens comme Vincent Courtois(Turkish Blend), , Samy Daussat (Djangology), Didier Lockwood (Onztet de Violon jazz), Pierrick Hardy (Pierrick Hardy Trio), Isabelle Olivier (Océan), Senem Diyci ou encore Gérard Marais. Il a également participé à l'enregistrement de l'album Marvellous avec Michel Petrucciani en 1994.
De 1999 à 2000, il enseigne le Jazz au sein de l’école de Didier Lockwood.
En 2001, il part vivre au Brésil, à Rio de Janeiro, où il se consacre à la musique populaire brésilienne. Il a notamment travaillé avec les artistes brésiliens suivant :  Yamandú Costa, Beth Carvalho, João Bosco, Marisa Monte, Marco Pereira, Paulo Sérgio Santos, Henrique Cazes, Zé Carlos Bigorna, Hamilton de Holanda, Carlos Malta, Chico Chagas, Maria Teresa Madeira, Zé da Velha, Silvério Pontes. 

## Discographie
- 2009 : Odilê Odilá
- 2008 : Nicolas Krassik e Cordestinos
- 2007 : Na Lapa  (rencontre entre le Jazz et la musique brésilienne)
- 2006 : Caçuá